# 城の坂遺跡
城の坂遺跡（じょうのさかいせき）は、岐阜県多治見市脇之島町にあったと伝えられる日本の城（山城）。昭和58年（ 1983 ）教育委員会による調査が行われたが、遺構や遺物は発見されなかった。しかしこの地域に残る「城ヶ坂」の地名や、発掘された刀・陶器などから、中世の城跡かそれに類する施設があったと考えられる。池田城 (美濃国)と土岐川を挟み、対岸に位置する。（多治見市図書館 郷土資料室 多治見のお城　より）

## 所在地
- 岐阜県多治見市脇之島町